# Cajamarca (genre)
Pour les articles homonymes, voir Cajamarca (homonymie).
Genre
Cajamarca est un genre d'opilions laniatores de la famille des Metasarcidae.

## Distribution
Les espèces de ce genre sont endémiques de la région de Cajamarca au Pérou.

## Liste des espèces
Selon World Catalogue of Opiliones (24/09/2021) :
- Cajamarca affinis Roewer, 1957
- Cajamarca bambamarca Roewer, 1957
- Cajamarca triseriata Roewer, 1957
- Cajamarca uniseriata Roewer, 1957
- Cajamarca weyrauchi Roewer, 1952

## Publication originale
- Roewer, 1952 : « Neotropische Arachnida Arthrogastra, zumeist aus Peru. » Senckenbergiana, vol. 33, p. 37-58.